# Italia's Got Talent (nona edizione)
La nona edizione del talent show Italia's Got Talent, composta da 10 puntate, è andata in onda dall'11 gennaio al 22 marzo 2019. L'edizione è stata vinta dal pianista Antonio Sorgentone.
Si è trattato della quarta edizione realizzata da Sky, che l'ha trasmessa in contemporanea su Sky Uno e in chiaro su TV8 e Cielo (solo la finale in onda su quest'ultima).
La conduzione del programma è stata affidata per la terza edizione consecutiva a Lodovica Comello.

## Novità
Questa edizione vede due novità al tavolo dei giudici: Luciana Littizzetto e Nina Zilli, avendo lasciato il programma, vengono sostituite da Mara Maionchi e Federica Pellegrini.

## Audizioni
In questa sezione sono riportati tutti i concorrenti che hanno superato la fase di Audizioni, ottenendo almeno tre sì. Le audizioni si sono svolte ad Ancona presso il Teatro delle Muse, a Vicenza presso il Teatro comunale Città di Vicenza e a Milano presso il Teatro degli Arcimboldi. 

### Prima puntata
La prima puntata di Audizioni è andata in onda l'11 gennaio 2019. I concorrenti che sono passati in questa prima puntata sono: 
| Nome artista       | Genere                       |
| ------------------ | ---------------------------- |
| Mini Raptor        | Crew di bambini              |
| Lorenzo Tronconi   | Cantante                     |
| Mirko Casella      | Bambino ballerino            |
| ASD Gea Lentate    | Ginnaste                     |
| Gianluca Falletta  | Creatore di effetti speciali |
| Mariachi La Plaza  | Gruppo musicale              |
| Samuel Olatidoye   | Ballerino                    |
| Daniele Sorisi     | Ballerino                    |
| Tiki Panz          | Percussionisti comici        |
| Antonio Sorgentone | Pianista                     |

È stato premuto il primo Golden Buzzer di questa edizione: Mara Maionchi ha premiato lo stravagante pianista Antonio Sorgentone e la sua band.

### Seconda puntata
La seconda puntata di Audizioni è andata in onda il 18 gennaio 2019. I concorrenti che sono passati in questa seconda puntata sono: 
| Nome artista              | Genere                      |
| ------------------------- | --------------------------- |
| Saleh Yazdani             | Ginnasta e acrobata         |
| Nic & Ale                 | Cantanti in L.I.S.          |
| Bernardo Saccardin        | Atleta di arti marziali     |
| Nazionale Italiana Fitkid | Atlete di Fitkid            |
| Marysol Bucci             | Bambina cantante            |
| James Kingsford Smith     | Acrobata                    |
| Mimmo Catricalà           | Anziano sollevatore di pesi |
| Elianto                   | Cantante improvvisatore     |
| Microfunk                 | Crew di bambini             |
| Giovani Cantori di Torino | Coro                        |
| Youkus                    | Cantanti comici             |
| Nina Burri                | Ballerina contorsionista    |
| Ernesto Dolvi             | Sassofonista                |

### Terza puntata
La terza puntata di Audizioni è andata in onda il 25 gennaio 2019. I concorrenti che sono passati in questa terza puntata sono: 
| Nome artista             | Genere                         |
| ------------------------ | ------------------------------ |
| Camilla De Luca          | Bambina ballerina              |
| Silent Rocco             | Mimo                           |
| Andrea Paris             | Mago comico                    |
| Duo Fire                 | Acrobati                       |
| Giulio Maccavino         | Comico                         |
| Coro Divertimento Vocale | Coro di cantanti e rumoristi   |
| Cosimo Zingaro           | Anziano memorizzatore          |
| Simone Savogin           | Poeta                          |
| Bardomagno               | Gruppo musicale comico         |
| Amos Massingue           | Artista di circo contemporaneo |

### Quarta puntata
La quarta puntata di Audizioni è andata in onda il 1º febbraio 2019. I concorrenti che sono passati in questa quarta puntata sono: 
| Nome artista                   | Genere                               |
| ------------------------------ | ------------------------------------ |
| Duo No Gravity                 | Atleti di mano a mano padre e figlio |
| Damiano e Margherita Tercon    | Cantante comico disabile e comica    |
| I Giuinott dé la Martesana     | Gruppo musicale                      |
| Gypsy Musical Academy          | Cantanti e ballerini                 |
| Marcello Ulfo                  | Violinista                           |
| Andrea Trevisani               | Bambino atleta di arti marziali      |
| Nicola Virdis                  | Comico                               |
| Latin White                    | Ballerini                            |
| Alex Borsci                    | Mentalista                           |
| Alexis Levillon                | Giocoliere con il diablo             |
| Gruppo Mandolinisti Napoletani | Orchestra di mandolini               |
| I Picett del Grenta            | Gruppo folkloristico                 |
| Urban Theory                   | Crew                                 |

Sono stati premuti il secondo e il terzo Golden Buzzer di questa edizione: Claudio Bisio ha mandato in Finale il musical dei Gypsy Musical Academy, mentre Federica Pellegrini ha premiato la crew Urban Theory.

### Quinta puntata
La quinta puntata di Audizioni è andata in onda il 15 febbraio 2019. I concorrenti che sono passati in questa quinta puntata sono:
| Nome artista       | Genere                          |
| ------------------ | ------------------------------- |
| Danza in fascia    | Mamme ballerine con bambini     |
| Orazio Di Bella    | Ballerino                       |
| Francesco La Marca | Mago comico                     |
| Lucca Mozzachiodi  | Saltatore con la corda disabile |
| The Aroostercrats  | Cantanti e musicisti            |
| Quelli del Bufu    | Gruppo musicale                 |
| Beatrice Valente   | Cantante e violoncellista       |
| Synth Melody       | Musicisti                       |
| Gaetano Castiglia  | Bambino trombettista            |
| Wuoz               | Comico                          |
| Mart Groove        | Crew                            |
| Le Edera           | Ballerine                       |
| Le Curvies         | Cantanti                        |
| Lara Ribichini     | Ballerina di flamenco           |
| Sofia Gottardi     | Comica                          |
| Kika               | Body painter e mima             |
| Chicos Mambo       | Ballerini comici                |

### Sesta puntata
La sesta puntata di Audizioni è andata in onda il 22 febbraio 2019. I concorrenti che sono passati in questa sesta puntata sono:
| Nome artista          | Genere                               |
| --------------------- | ------------------------------------ |
| One Vision Dance      | Ballerini e illusionisti informatici |
| Alessandro Patané     | Scultore di palloncini               |
| Mauro Ardia           | Mago comico                          |
| The M                 | Band                                 |
| Pepita e Claudia Fofi | Cantanti con suoni                   |
| Aurora Leone          | Comica                               |
| Ronny Accordino Crew  | Crew                                 |
| Oniin/2               | Ballerine                            |
| Emanuela Petroni      | Artista di burlesque comica          |
| Cos-Mix               | Idol group                           |
| Sergio e Natalia      | Maghi                                |
| Alex e Alice          | Ballerini                            |

È stato premuto il quarto e ultimo Golden Buzzer di questa edizione: Frank Matano ha premiato la coppia di ballerini Alex e Alice.

### Settima puntata
La settima puntata di Audizioni è andata in onda il 1º marzo 2019. I concorrenti che sono passati in questa settima puntata sono:
| Nome artista                         | Genere          |
| ------------------------------------ | --------------- |
| Eva Ensemble Vocale Ambrosiano Onlus | Coro            |
| Lady Cunfaya e Luca                  | Ballerini       |
| I Masa                               | Imitatori       |
| Dangerous Crew                       | Crew            |
| Elementz Art                         | Acrobati        |
| Emox Balletto                        | Ballerine       |
| Aerial Equilibre                     | Ginnasti        |
| Baby Killers                         | Crew di bambini |
| Duo Reve De Lumiere                  | Acrobati        |
| Renegade Master                      | Crew            |
| Dip Evolution                        | Crew            |
| Silvia Zaniboni                      | Chitarrista     |

In questa puntata si è esibito in qualità di ospite Francesco Tesei, uno dei migliori mentalisti italiani.

## Semifinali
Sono passati alla fase delle semifinali 28 concorrenti, scelti dai giudici, che si contenderanno gli 11 posti disponibili per la finale: 10 scelti dai giudici, più il Golden Buzzer di Lodovica Comello.
Ecco i 28 semifinalisti:
| Nome artista                | Genere                               |
| --------------------------- | ------------------------------------ |
| Mini Raptor                 | Crew di bambini                      |
| Lorenzo Tronconi            | Cantante                             |
| Mirko Casella               | Bambino ballerino                    |
| ASD Gea Lentate             | Ginnaste                             |
| Gianluca Falletta           | Creatore di effetti speciali         |
| Samuel Olatidoye            | Ballerino                            |
| Saleh Yazdani               | Ginnasta e acrobata                  |
| Nic & Ale                   | Cantanti in L.I.S.                   |
| Elianto                     | Cantante improvvisatore              |
| Nina Burri                  | Ballerina contorsionista             |
| Ernesto Dolvi               | Sassofonista                         |
| Silent Rocco                | Mimo                                 |
| Andrea Paris                | Mago comico                          |
| Giulio Maccavino            | Comico                               |
| Coro Divertimento Vocale    | Coro di cantanti e rumoristi         |
| Simone Savogin              | Poeta                                |
| Amos Massingue              | Artista di circo contemporaneo       |
| Duo No Gravity              | Atleti di mano a mano padre e figlio |
| Damiano e Margherita Tercon | Cantante comico disabile e comica    |
| Nicola Virdis               | Comico                               |
| Wuoz                        | Comico                               |
| Le Edera                    | Ballerine                            |
| Chicos Mambo                | Ballerini comici                     |
| Aurora Leone                | Comica                               |
| Cos-Mix                     | Idol group                           |
| Lady Cunfaya e Luca         | Ballerini                            |
| Dangerous Crew              | Crew                                 |
| Silvia Zaniboni             | Chitarrista                          |

I giudici sceglieranno 10 concorrenti da portare in finale. Durante le due semifinali, Lodovica Comello avrà a disposizione un Golden Buzzer da usare per far passare un concorrente scartato dai giudici.
Di seguito è riportato l'andamento delle semifinali, con in rosso gli eliminati e in verde i finalisti.

### 1ª semifinale
La prima semifinale è andata in onda l'8 marzo 2019. Si sono esibiti i primi 13 semifinalisti divisi in 5 gruppi. I giudici hanno deciso chi far passare in finale:
| Numero del gruppo | Nome artista                | Genere                            | Verdetto                         |
| ----------------- | --------------------------- | --------------------------------- | -------------------------------- |
| 1                 | Dangerous Crew              | Crew                              | Eliminati                        |
| 1                 | Andrea Paris                | Mago comico                       | Finalista                        |
| 1                 | Mirko Casella               | Bambino ballerino                 | Eliminato                        |
| 2                 | Saleh Yazdani               | Ginnasta e acrobata               | Eliminato                        |
| 2                 | Gianluca Falletta           | Creatore di effetti speciali      | Finalista                        |
| 3                 | Damiano e Margherita Tercon | Cantante comico disabile e comica | Eliminati                        |
| 3                 | Le Edera                    | Ballerine                         | Eliminate                        |
| 3                 | Lorenzo Tronconi            | Cantante                          | Finalista                        |
| 4                 | Coro Divertimento Vocale    | Coro di cantanti e rumoristi      | Finalisti                        |
| 4                 | Nicola Virdis               | Comico                            | Golden Buzzer (Lodovica Comello) |
| 5                 | Nina Burri                  | Ballerina contorsionista          | Eliminata                        |
| 5                 | Silvia Zaniboni             | Chitarrista                       | Eliminata                        |
| 5                 | Samuel Olatidoye            | Ballerino                         | Finalista                        |

### 2ª semifinale
La seconda semifinale è andata in onda il 15 marzo 2019. Si sono esibiti gli ultimi 15 semifinalisti divisi in 5 gruppi. I giudici hanno deciso chi far passare in finale:
| Numero del gruppo | Nome artista        | Genere                               | Verdetto  |
| ----------------- | ------------------- | ------------------------------------ | --------- |
| 1                 | Mini Raptor         | Crew di bambini                      | Finalisti |
| 1                 | Aurora Leone        | Comica                               | Finalista |
| 1                 | Duo No Gravity      | Atleti di mano a mano padre e figlio | Eliminati |
| 2                 | ASD Gea Lentate     | Ginnaste                             | Eliminate |
| 2                 | Nic & Ale           | Cantanti in L.I.S.                   | Eliminati |
| 2                 | Cos-Mix             | Idol group                           | Eliminate |
| 3                 | Lady Cunfaya & Luca | Ballerini                            | Eliminati |
| 3                 | Wuoz                | Comico                               | Eliminato |
| 3                 | Chicos Mambo        | Ballerini comici                     | Eliminati |
| 4                 | Ernesto Dolvi       | Sassofonista                         | Finalista |
| 4                 | Silent Rocco        | Mimo                                 | Finalista |
| 5                 | Elianto             | Cantante improvvisatore              | Eliminato |
| 5                 | Amos Massingue      | Artista di circo contemporaneo       | Eliminato |
| 5                 | Giulio Maccavino    | Comico                               | Eliminato |
| 5                 | Simone Savogin      | Poeta                                | Finalista |

## Finale
La finale si è svolta il 22 marzo 2019. Ecco i concorrenti che hanno avuto accesso ad essa dalle semifinali o grazie ai Golden Buzzer delle audizioni e della semifinale:
| Nome artista             | Genere                       |
| ------------------------ | ---------------------------- |
| Antonio Sorgentone       | Pianista                     |
| Gypsy Musical Academy    | Cantanti e ballerini         |
| Urban Theory             | Crew                         |
| Alex e Alice             | Ballerini                    |
| Andrea Paris             | Mago comico                  |
| Gianluca Falletta        | Creatore di effetti speciali |
| Lorenzo Tronconi         | Cantante                     |
| Coro Divertimento Vocale | Coro di cantanti e rumoristi |
| Nicola Virdis            | Comico                       |
| Samuel Olatidoye         | Ballerino                    |
| Mini Raptor              | Crew di bambini              |
| Aurora Leone             | Comica                       |
| Ernesto Dolvi            | Sassofonista                 |
| Silent Rocco             | Mimo                         |
| Simone Savogin           | Poeta                        |

Gigi Proietti e (per una breve apparizione) Pupo sono stati ospiti della serata.
Dopo tutte le esibizioni il televoto è stato chiuso ed è stato proclamato il vincitore. Grazie alle percentuali rivelate in chiusura è possibile stilare la seguente classifica:
| Posizione | Nome artista             | Genere                       | % televoto ottenuta |
| --------- | ------------------------ | ---------------------------- | ------------------- |
| 1º        | Antonio Sorgentone       | Pianista                     | 18,26%              |
| 2º        | Andrea Paris             | Mago comico                  | 16,12%              |
| 3º        | Nicola Virdis            | Comico                       | 10,01%              |
| 4º        | Simone Savogin           | Poeta                        | 9,56%               |
| 5º        | Aurora Leone             | Comica                       | 8,70%               |
| 6º        | Urban Theory             | Crew                         | 6,09%               |
| 7º        | Coro Divertimento Vocale | Coro di cantanti e rumoristi | 5,56%               |
| 8º        | Lorenzo Tronconi         | Cantante                     | 4,65%               |
| 9º        | Mini Raptor              | Crew di bambini              | 4,22%               |
| 10º       | Samuel Olatidoye         | Ballerino                    | 4,17%               |
| 11º       | Gypsy Musical Academy    | Cantanti e ballerini         | 3,88%               |
| 12º       | Ernesto Dolvi            | Sassofonista                 | 2,87%               |
| 13º       | Alex e Alice             | Ballerini                    | 2,43%               |
| 14º       | Silent Rocco             | Mimo                         | 1,92%               |
| 15º       | Gianluca Falletta        | Creatore di effetti speciali | 1,56%               |

Il vincitore della nona edizione di Italia's Got Talent è il pianista Antonio Sorgentone; compongono il podio al secondo posto il mago Andrea Paris e al terzo posto il comico Nicola Virdis.
Nel 2020 il secondo classificato di questa edizione Andrea Paris ha poi vinto la settima edizione di Tú sí que vales.

## Ascolti
| Puntata | Puntata                   | Messa in onda    | TV8            | TV8   | Sky Uno        | Sky Uno | Fonte  | Sky Uno + TV8  | Sky Uno + TV8 |
| Puntata | Puntata                   | Messa in onda    | Telespettatori | Share | Telespettatori | Share   | Fonte  | Telespettatori | Share         |
| ------- | ------------------------- | ---------------- | -------------- | ----- | -------------- | ------- | ------ | -------------- | ------------- |
| 1       | Audizioni                 | 11 gennaio 2019  | 1 603 000      | 6,70% | 383 000        | 1,60%   | [ 2 ]  | 1 986 000      | 8,30%         |
| 2       | Audizioni                 | 18 gennaio 2019  | 1 459 000      | 6,10% | 468 000        | 2,00%   | [ 3 ]  | 1 927 000      | 8,10%         |
| 3       | Audizioni                 | 25 gennaio 2019  | 1 457 000      | 6,20% | 400 000        | 1,70%   | [ 4 ]  | 1 857 000      | 7,90%         |
| 4       | Audizioni                 | 1º febbraio 2019 | 1 685 000      | 6,90% | 315 000        | 1,60%   | [ 5 ]  | 2 000 000      | 8,50%         |
| 5       | Audizioni                 | 15 febbraio 2019 | 1 260 000      | 5,20% | 308 000        | 1,30%   | [ 6 ]  | 1 568 000      | 6,50%         |
| 6       | Audizioni                 | 22 febbraio 2019 | 1 303 000      | 5,50% | 291 000        | 1,20%   | [ 7 ]  | 1 595 000      | 6,80%         |
| 7       | Audizioni + Selection Day | 1º marzo 2019    | 1 211 000      | 5,00% | 301 000        | 1,30%   | [ 8 ]  | 1 512 000      | 6,30%         |
| 8       | Semifinale 1              | 8 marzo 2019     | 1 356 000      | 6,20% | 239 000        | 1,10%   | [ 9 ]  | 1 595 000      | 7,30%         |
| 9       | Semifinale 2              | 15 marzo 2019    | 1 230 000      | 5,50% | 270 000        | 1,30%   | [ 10 ] | 1 500 000      | 6,80%         |
| 10      | Finale Live               | 22 marzo 2019    | 1 404 000      | 6,60% | 336 000        | 1,60%   | [ 11 ] | 1 740 000      | 8,20%         |
| Media   | Media                     | Media            | 1 397 000      | 6%    | 331 000        | 1,50%   |        | 1 728 000      | 7,30%         |

### Puntate speciali
In occasione del 69º Festival di Sanremo, nella serata di venerdì 8 febbraio 2019, su TV8 è stata trasmessa una puntata contenente alcune delle esibizioni più apprezzate dal pubblico durante le prime 4 puntate del programma.
| Puntata         | Messa in onda   | Telespettatori | Share | Fonte  |
| --------------- | --------------- | -------------- | ----- | ------ |
| Special Edition | 8 febbraio 2019 | 554 000        | 2,30% | [ 12 ] |